# Aéroport de Luzhou Yunlong
L'aéroport de Luzhou Yunlong (code IATA : LZO • code OACI : ZULZ) est à double usage militaire et civil pour la ville de Luzhou dans la province chinoise du Sichuan. Les travaux de construction ont commencé en octobre 2013, avec un investissement total de 2,77 milliards de yuans,, L'aéroport a été ouvert le 10 septembre 2018 avec l'inauguration de la Coloré Guizhou Airlines vol Guiyang, et tous les vols ont été transférés de l'ancien aéroport de Luzhou Lantian.

## Compagnies aériennes et destinations
| Compagnies              | Destinations                                                          |
| ----------------------- | --------------------------------------------------------------------- |
| China Eastern Airlines  | Pékin-Capitale, Hangzhou-Xiaoshan, Kunming-Changshui, Shanghai-Pudong |
| China Southern Airlines | Shenzhen-Bao'an                                                       |
| Tianjin Airlines        | Nanning, Xi'an-Xianyang                                               |
| Xiamen Airlines         | Hangzhou-Xiaoshan, Xiamen-Gaoqi                                       |

Édité le 09/10/2018